# Year zero
Year zero is een studioalbum van Galahad. Na weer een periode van stilte rond de band. Vanaf het begin is duidelijk dat de band het allemaal wat steviger wilde. Ook de opzet van het album verschilt met de voorgaande albums. Die waren opgebouwd uit losse nummers, Year zero is eigenlijk één lang nummer bestaande uit diverse secties. Die opzet nadert het idee achter een conceptalbum. Opvallend is de gastmusicus John Wetton, die bij een hele ris muziekgroepen binnen het genre progressieve rock heeft gespeeld. Alhoewel Galahad tot dan een achterhoede gevecht binnen het genre voerde, geeft het bezoekje van een (relatief) groots muzikant als Wetton aan dat Galahad binnen het genre serieus genomen werd. De titel verwijst naar personele problemen binnen de band. Basislid en grondlegger Keyworth was uit de band gestapt, maar keerde terug. In 2003 vertrok echter Neil Pepper, dus de wisselingen in samenstelling hielden aan. Het album had tevens de herintroductie van vintage toetsinstrumenten als mellotron en moog bij de band, de band moest de apparatuur lenen van Planet Mellotron.

## Musici
- Roy Keyworth – gitaar
- Stuart Nicholson – zang
- Spencer Luckman - slagwerk, percussie
- Dean Baker – toetsinstrumenten
- Neil Pepper – basgitaar

Met
- Rob Booth – trompet
- Sara Quilter – dwarsfluit, klarinet, saxofoon, achtergrondzang
- John Wetton – zang
- Sibna Andreotti, Wai Lim Kai, Yun Hwa Son - achtergrondzang
- Cantori-koor: Jonathan Prentice, Lorraine Rowan, Nicki Clewlow

## Muziek
| Nr. | Titel                                    | Duur |
| --- | ---------------------------------------- | ---- |
| 1.  | Year zeroverture                         | 4:45 |
| 2.  | Belt up                                  | 3:48 |
| 3.  | Ever the optimist                        | 3:43 |
| 4.  | The Charlotte suite                      | 1:07 |
| 5.  | Haunted                                  | 4:22 |
| 6.  | Democracy                                | 9:52 |
| 7.  | Baroque and roll dementia                | 2:27 |
| 8.  | A deeper understanding?                  | 3:51 |
| 9.  | The Jazz suite                           | 1:42 |
| 10. | Take a deep breath and hold on tight     | 1:36 |
| 11. | Hindsight 1: Piano and clarinet          | 2:14 |
| 12. | Hindsight 2: A very clever guy indeed    | 5:41 |
| 13. | The September suite                      | 3:46 |
| 14. | World watching                           | 2:25 |
| 15. | Deceptive vistas/Postcript - perspective | 4:44 |